# Cordobastillfrö
Cordobastillfrö (Descurainia argentina) är en korsblommig växtart som beskrevs av Otto Eugen Schulz. Enligt Catalogue of Life ingår Cordobastillfrö i släktet stillfrön, och familjen korsblommiga växter, men enligt Dyntaxa är tillhörigheten istället släktet stillfrön, och familjen korsblommiga växter. Arten förekommer tillfälligt i Sverige, men reproducerar sig inte. Inga underarter finns listade i Catalogue of Life.